# Scotinotylus antennatus
Scotinotylus antennatus är en spindelart som först beskrevs av O. Pickard-Cambridge 1875.  Scotinotylus antennatus ingår i släktet Scotinotylus och familjen täckvävarspindlar. Inga underarter finns listade i Catalogue of Life.